# Филдс, Тай
Уолтер-Тайсон Филдс (англ. Walter Tyson Fields) также известный как Тай Филдс (англ. Tye Fields, 8 февраля 1975 в Мизуле, США) — американский боксёр-профессионал, выступающий в супертяжёлой (Heavyweight) весовой категории. Обладатель четырёх региональных титулов. До прихода в бокс играл за университетскую баскетбольную команду.
Наилучшая позиция в мировом рейтинге по боксу: 22-й.

## Профессиональная карьера
Филдс дебютировал в феврале 1999 года. В июле 2000 года нокаутировал в 1-м раунде Куртиса Макдормана (4-0).
В январе 2001 года неожиданно проиграл нокаутом Джеффу Форду (2-0).
Полгода спустя Филдс взял реванш, и нокаутировал Форда так же в 1-м раунде.
В сентябре 2003 года, Тай победил Шермана Уильямса.
В 2005 победил Седрика Филдса и нокаутировал бывшего чемпиона мира, Брюса Селдона.
В 2004 году досрочно победил американца, Мориса Харриса.
В 2008 году потерпел своё второе поражение, снова проиграл нокаутом в 1-м раунде, на этот раз опытному американцу, Монте Барретту.
Нокаутировал затем Николая Фирту и Галена Брауна. В марте 2011 года проиграл нокаутом Майклу Гранту.
После этого принял участие в турнире Prizefighter. В четвертьфинале Филдс победил Майкла Спротта. В полуфинале нокаутировал немца, Константина Айриха, а в финале уступил нокаутом кубинцу, Майку Пересу.
В марте 2012 года проиграл техническим нокаутом непобеждённому поляку, Мариушу Ваху.